# Livră
Livra (din franceză livre; în latină libra, în engleză pound) este o unitate de măsură pentru masă, divizată în uncii, folosită în special în țările anglo-saxone și ieșită din folosință în numeroase țări după adoptarea sistemului metric de către ele. De-a lungul timpului, în diferite țări livra avea diferite valori. Livra utilizată în prezent este cea din sistemul avoirdupois care are o valoare exactă de 0,45359237 kilograme, și este divizată în 16 uncii avoirdupois.

## Unitatea romană
Livra romană (latină libra) valora 324 grame, și era divizată în 12 uncii de 27 gr. Pe lângă cele 12 uncii, livra conținea 24 demi-uncii, 36 duelle, 48 sicilique, 72 sextule, 96 drahme, 288 scrupule, 576 oboli, 6.912 boabe. Este important de reținut că, raportate, în greutățile din Atena, Roma și Franța, unciile sunt diferite, chiar dacă au aceleași diviziuni de greutate, și anume : uncia romană în 8 drahme, drahma în 3 scrupule, scrupula în 24 de boabe (grains).
O altă unitate romană, mina (mina) valora 432 grame și era divizată în 16 uncii (patru treimi dintr-o livră romană).

## Unitatea franceză
Începând cu Evul Mediu, valoarea livrei în Franța în diferite provincii varia între 380 și 552 de grame.
De notat că trebuie făcută diferență între livre de poids, divizată în 12 uncii (cf. libra), și livre de poids de marc (1 marcă = 8 uncii) care valora 2 mărci, deci 16 uncii (cf. mina).
Înainte de adoptarea sistemului metric prin lege în 7 aprilie 1795, unitatea de referință în Franța era livra de Paris, o livră de poids de marc ce valora 489,5 g. Ea era divizată în 16 uncii de 8 groși, fiecare gros valorând 72 de boabe (grains). Pentru convertirea livrelor pariziene sau franceze în kg trebuia multiplicat numărul de livre cu 0,4895.
La 12 februarie 1812, a fost definită livra metrică (franceză livre métrique) de 500 de grame, din unitățile comune tranzitorii pentru a facilita trecerea de la unități de măsură tradiționale la cele din sistemul metric.
Livra uzuală (livre usuelle) a fost definită cu 500 de grame printr-un decret din 28 martie 1812. Ea, însă, a fost desființată ca unitate de masă la 1 ianuarie 1840 printr-un decret din 4 iulie 1837, dar încă se utilizează informal.
În timp ce unii afirmă că măsurile convenționale (desființate în 1839), nu au fost adoptate de către popor, livra ca jumătate de kilogram s-a menținut până în ziua de astăzi în limba franceză.
Anterior a mai existat livra esterlină (livre esterlin) care echivala aproximativ 367,1 grame și a fost utilizată între sfârșitul secolului al IX-lea și mijlocul secolului al XIV-lea.
Livra tournois era o monedă de cont utilizată în Franța Vechiului Regim; în timpul Revoluției a fost înlocuită cu francul francez.

## Unitatea anglo-saxonă
Livra (cu simbolul: lb abreviat de la termenul latin latină libra), este o unitate de masă în majoritatea sistemelor de masă anglo-saxone :
- livra imperială a fost définită în Regatul Unit în 1878, dar avea diferite valori în raport cu kilogramul.
 Definiția din 1878 a stabilit livra ca o unitate de masă cu valoarea de 0,453592338 kg.
- livra avoirdupois (lb av) este o unitate de masă care valorează exact 0,45359237 kilograme. Această definiție este în vigoare din 1959 în Statele Unite. Ea este divizată în 16 uncii sau 7000 de boabe (grains). Este utilizată în Statele Unite, Regatul Unit și Canada.
- livra troy (lb t) (de la numele cumunei franceze Troyes) sau « livra farmaceutică » valorează exact 373,2417216 g.[4] În livră sunt 12 uncii, 5.760 de boabe (grains) sau 12×20 dinari (engleză pennyweights). Livra troy este utilizată pentru măsurarea medicamentelor și a metalelor prețioase cum sunt aurul, argintul sau platina și toate măsurile de masă a metalelor prețioase folosesc livra troy și uncia troy, chiar dacă acest fapt nu este precizat. Unele excepții notabile sunt:

Encyclopædia Britannica folosește atât livre avoirdupois cât și uncii troy, însă niciodată ambele în același articol.
Masa sarcofagului lui Tutankhamon este de 110 kilograme. Adesea este relatată ca fiind 242 sau 243 livre avoirdupois, dar uneori, mult mai rar este relatată ca 296 de livre (troy).
- în forțele armate din Commonwealth, până aproape în 1945, calibrul pieselor de artilerie era exprimat în livre. Exemple: tun de 9 livre, de 12 livre, 18 livre, obuzieră de 25 livre.

## Livra în diferite țări din Europa
Pfund-ul german și austriacderivat în origine de la livra romană, definiția sa varia prin Germania în timpul Evului Mediu. Măsurile și greutățile monarhiei Habsburg au fost reformate în 1761 de către împărăteasa Maria Terezia a Austriei. Livra (civilă) de Habsburg de 16 uncii, a fost definită mai târziu cu 560,012 g. Prin reformele bavareze din 1809 și 1811 s-a adoptat aceeași livră ca standard. În Prusia, reforma din 1816 a definit livra prusacă de 467,711 g. Între 1803 și 1815, toate regiunile germanice de la vest de Rhin erau franceze, siatuate în departementele Roer, Sarre, Rhin-et-Moselle, și Mont-Tonnerre. La Congresul de la Viena, acestea au devenit parte a diferite landuri germane. Totuși, multe din aceste regiuni au păstrat sistemul metric și au adoptat livra metrică de 500 g. În 1854, livra de 500 g devine egală și standard de masă oficial în Uniunea vamală germană, dar livrele locale au continuat să coexiste alături de livra Zollverein pe durata unui timp în câteva state (landuri) germane. În prezent termenul Pfund este de uz comun și este referit în manieră universală la livra de 500 de grame.
Livra ruseasăLivra ruseasă (Фунт, funt) este o veche unitate de măsură rusească a masei. Ea era egală cu 409,51718 g. Până în 1899 livra rusească era unitatea de masă de bază, iar toate valorile pentru masă erau transformate în această unitate.
SkålpundSkålpund era o unitate de masă scandinavă care varia după regiune. După secolul al XVII-lea, ea era egală cu 425,076 g în Suedia, dar a fost abandonată în 1889 când Suedia a adoptat sistemul metric.
În Norvegiaacelași nume a fost utilizat pentru o masă de 498,1 g.
În Danemarcaea era egală cu 471 g. În secolul al XIX-lea, Danemarca a urmat Germania și a adoptat livra de 500 de grame.
Livra de JerseyLivra de Jersey este o unitate de măsură veche, folosită pe insula Jersey între secolele XIV-XIX. Ea era echivalentă cu circa 7561 de boabe (grains) (490 de grame). Probabil ea a fost derivată de la livra poids de marc franceză.
Livra TroneLivra Trone este o unitate veche de măsură scoțiană. Ea echivala între 21 și 28 de uncii avoirdupois (circa 600-800 de grame).
În franceză livra se numește livre, în germană Pfund, în neerlandeză pond, în latină, spaniolă și portugheză libra, în italiană libbra, iar în daneză și suedeză pund.
Deși utilizarea livrei ca o unitate neoficială de măsură persistă în aceste țări, la scări diferite, cântarele și dispozitive de măsurare sunt exprimate doar în grame și kilograme. Deoarece utilizarea livrei nu este permisă comerțului în cadrul Uniunii Europene, masa în livre trebuie să fie determinată de la cântărirea în grame.